# 吉拉德鎮區 (密歇根州)
吉拉德鎮區（英語：Girard Township）是位於美國密歇根州布蘭奇縣的一個行政鎮區。

## 地方資料
吉拉德鎮區的面積為93.70平方千米，當中陸地面積為90.80平方千米，而水域面積為2.90平方千米。根據2020年美國人口普查的數據，當地共有人口1770人，而人口密度為每平方千米18.89人。